# Lubor Herzán
Lubor Herzán (* 20. února 1950) je český architekt, který působil v devadesátých letech jako městský architekt v Třebíči.

## Biografie

### Rodina
Pochází z významného třebíčského stavitelského rodu, nejstarším členem rodu, který se věnoval stavebnictví byl tesař Jan Jiří Herzán, který se v Třebíči zmiňuje v roce 1807, stavební firmu založil v roce 1813. Jeho syn Dominik Herzán působil jako stavitel v Třebíči i okolí, mimo jiné rekonstruoval třebíčskou městskou věž. Josef Herzán, syn Dominika Herzána, byl spolu s Reimundem Wolfem stavitelem třebíčského Gymnázia a některých budov třebíčské nemocnice. Jaroslav Herzán vybudoval Masarykovu vyhlídku. Otec Lubora Herzána, Jiří Herzán, byl stavitelem kulturního domu v Borovině.

### Kariéra
Lubor Herzán se narodil v roce 1950 v Třebíči, jeho otcem byl stavitel Jiří Herzán. studoval na gymnáziu v Třebíči, následně nastoupil na stavební fakultu Vysokého učení technického v Brně na obor architektura. Absolvoval v roce 1974 a nastoupil na pozici projektanta ve Stavoprojektu Jihlava, posléze pracoval v třebíčském bytovém družstvu a v roce 1989 odešel a později byl osloven třebíčským starostou Pavlem Heřmanem, aby začal působit jako městský architekt v Třebíči. V témže roce spolu s Pavlem Heřmanem založil spolek Pro lepší Třebíč. V roce 1990 byl zvolen do rady ONV.
Městským architektem se stal v roce 1991, jako městský architekt působil až do roku 2002. Po roce 2002 pak působil na pozici, jež měla koordinovat vstup města a jeho památek do seznamu UNESCO. Židovský hřbitov, židovská čtvrť a Bazilika svatého Prokopa byly do seznamu UNESCO zapsány v roce 2003, UNESCO pak nadále sleduje dodržování pravidel, které zápis provází, tomu se věnoval Herzán až do roku 2010. Po tomto roce působil opět jako městský architekt, v roce 2012 však odešel do důchodu.

### Zájmy
Věnoval se skautingu, kempingu a hudbě. Během studia na vysoké školu založil skupinu Kolejmdníci.

## Ocenění
V roce 2024 obdržel Cenu města Třebíče.

## Dílo
- HERZÁN, Lubor. UNESCO je blízko = UNESCO is near. 1. vyd. Litomyšl: České dědictví UNESCO, 2012. 111 s. ISBN 978-80-260-3711-8.
- HERZÁN, Lubor. Od asanace k UNESCO : příběh obnovy třebíčské židovské čtvrti. 1. vyd. Třebíč: Akcent, 2013. 287 s. ISBN 978-80-7268-973-6.
- BLÁHA, Jiří; HERZÁN, Lubor; HORÁK GORYCZKA, Kateřina. Herzan : stavitelský rod z Třebíče. první. vyd. Praha: Národní památkový ústav, 2018. 256 s. ISBN 978-80-7480-110-5.
- VALÁŠEK, Martin; HERZÁN, Lubor; JINDRA, Pavel. Třebíč v proměnách. druhé. vyd. Třebíč: Akcent, 2019. 158 s. ISBN 978-80-7497-306-2.